# Rio Tchernaya
O rio Tchorna, Tchorhun o Tchornaya (em ucraniano:  Чорна, em russo:  Чёрная, em tártaro da Crimeia:  Çorğun),também conhecido como rio Negro, é um pequeno rio da Crimeia, na Ucrânia. 
O Tchornaya é conhecido por ter sido palco de numerosas batalhas. A cidade de Inkerman, uma localização-chave durante a Guerra da Crimeia, fica localizada junto das margens do Tchornaya.